# Euplocamus charadropis
Euplocamus charadropis är en fjärilsart som beskrevs av Edward Meyrick 1934. Euplocamus charadropis ingår i släktet Euplocamus och familjen äkta malar. Inga underarter finns listade i Catalogue of Life.